# Résistance juive en France

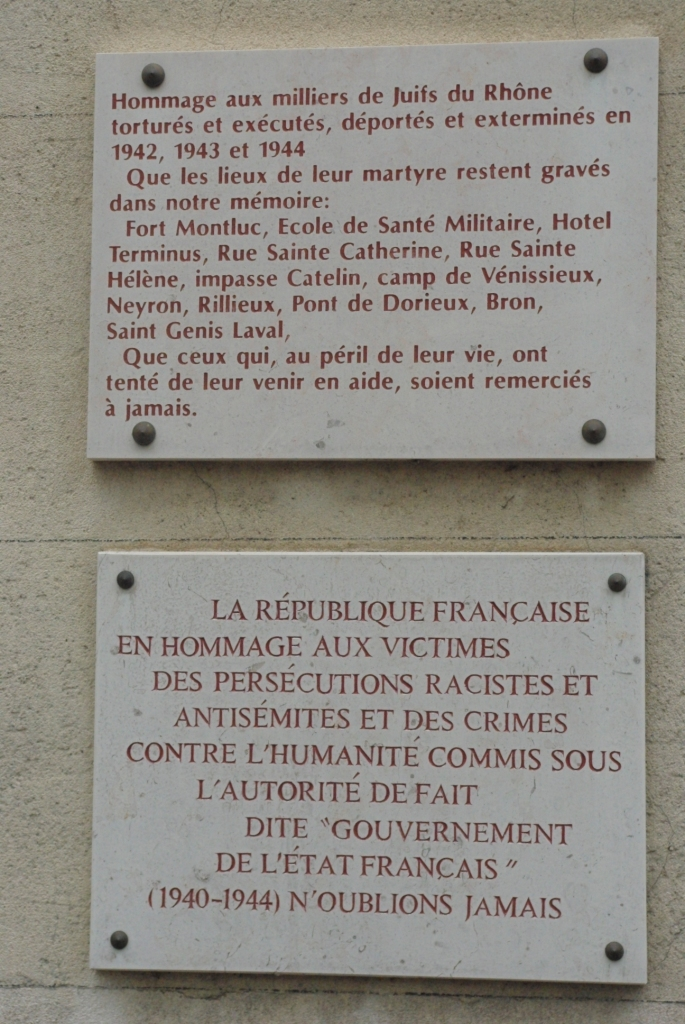
Plaque du Centre national de la résistance et de la déportation (Lyon) rappelant les persécutions antisémites.

La Résistance juive en France pendant la Seconde Guerre mondiale regroupe les différentes actions menées par des Juifs de nationalité française ou étrangers pour s'opposer à la politique antisémite du gouvernement de Vichy, à l'occupation allemande et aux déportations perpétrées par les nazis.
Elle s'exerce au sein des divers réseaux français, où de nombreux Juifs s'illustrent. En outre, des organisations spécifiquement juives se créent, coopérant à l'occasion avec les autres réseaux. Enfin, de nombreux Juifs, privés d'emploi ou de papiers d'identité utilisables, participent hors réseaux à la recherche, au transport ou à la répartition de tickets d'alimentation et de faux papiers, ou bien à l'exfiltration et au placement d'enfants sans parents ou de réfugiés à cacher.
Cette résistance juive commence au tout début de la guerre et se signale par le nombre important de ses effectifs, supérieur à la proportion de Juifs dans la population.

## Participation aux forces inter-alliées

### Au sein de la France libre
Des Juifs seront parmi les premiers, avec des militants de l'Action française, à rejoindre en masse la France libre du général de Gaulle à Londres. Parmi les plus illustres, on peut citer René Cassin, Maurice Schumann, Pierre Mendès France et Roman Kacew (plus connu sous le nom de Romain Gary). Plus tard, le Comité de propagande de la France Libre sera majoritairement composé de juifs. Leur nombre était aussi particulièrement important au sein des unités de parachutistes, dont de Gaulle dira que « les plus exposés, les plus audacieux, les plus solitaires ont été ceux de la France Libre ».

### Au sein des forces spéciales de l'armée britannique
Denise Bloch et Sonia Olschanezky, la première officiellement et la seconde à titre "officieux" sont toutes deux membres des Special Operations Executive (SOE).

## Organisations et réseaux juifs en France

### Les institutions juives
Le Consistoire central de France, sous l'impulsion de son président Jacques Helbronner et du grand-rabbin Isaïe Schwartz avec son adjoint Jacob Kaplan, crée des caisses de secours et multiplie les démarches auprès des autorités de Vichy et de l'Église de France pour obtenir des soutiens. Pour éviter le désastre total, il est nécessaire de coordonner les efforts de tous. En juillet 1943, des négociations permettent de créer le Comité Général de Défense juive. Un accord conclu avec le Consistoire central aboutit à la création clandestine du Conseil représentatif des israélites de France (CRIF) dont la charte est définitivement élaborée en 1944. Sa première tâche est d'unifier les actions de sauvetage.

### Les Éclaireurs israélites de France et la Sixième
Les Éclaireurs israélites de France (E.I.F.) sont les scouts juifs. Le mouvement a été fondé par Robert Gamzon dit Castor en 1923. Lorsqu'en 1941 l'Union générale des israélites de France est créée sur ordre du gouvernement de Vichy, les E.I.F. en deviennent la sixième section, d'où le nom au réseau de résistance fondé par les éclaireurs israélites : la Sixième. Dissous en novembre 1941 par le gouvernement de Vichy, les E.I.F. continuent leurs activités au sein du Scoutisme français et en décembre 1943 la Sixième commence à monter un maquis.
Ce réseau regroupe 60 hommes dans les fermes de la Malquière puis de Lacado, dans le Tarn, sous le commandement de Robert Gamzon ; il se donne le nom de Compagnie Marc Haguenau, du nom d'un résistant abattu par les Allemands,. Ensuite ce réseau s'intègre aux Maquis de Vabre, commandés par Guy de Rouville/Pol Roux et Pierre Dunoyer de Segonzac, fondateur de l'école d'Uriage, qui devint chef de la zone A du Tarn et sous les ordres duquel la compagnie Marc Haguenau contribue à la libération de Castres et de Mazamet, puis est intégrée à la première armée française et participe aux campagnes de France et d'Allemagne,.

### L’Œuvre de Secours aux Enfants - Réseau Georges Garel
L’Œuvre de secours aux enfants est établie depuis 1933 à Paris où elle vient au secours des Juifs pauvres, souvent réfugiés d'Europe orientale. Dès 1940, elle étend ses activités et en 1942, elle accueille plus de 1 600 enfants dans 20 homes qui se révèlent une proie facile pour les Nazis. L'OSE, sous la direction de Georges Garel crée quatre réseaux distincts qui dispersent alors les enfants chez des particuliers et dans des institutions non juifs, aidés particulièrement par Mgr Saliège, archevêque de Toulouse. Les plus menacés des enfants sont évacués vers la Suisse grâce au dévouement de Georges Loinger aidés de quelques jeunes femmes comme Marianne Cohn qui assurent le convoyage. Si seuls, quatre enfants sont arrêtés et au moins 1 600 sauvés, une trentaine de membres du réseau sont assassinés ou déportés,.

### Le Mouvement de Jeunesse Sioniste (MJS)
Fondé par Simon Levitte, établi surtout à Montpellier, il s'est spécialisé dans les filières d'évasion, sorties des camps d'internement, planques et établissements de faux-papiers puis convoyage aussi bien vers l'Espagne que la Suisse.
Paul Giniewski, autrichien de naissance, qui avait rejoint depuis la Belgique à dix-sept ans le groupe établi à Grenoble que dirigeait son frère aîné, a raconté dans ses ouvrages le détail des actions auxquelles il participait au sein de ce mouvement sioniste ; il y décrit notamment les échanges avec les autres réseaux non juifs, les papiers contrefaits fournis pour les résistants de la police à Paris, ou pour le Mouvement de libération nationale.

### Le comité Amelot
Le comité Amelot, du nom de la rue de Paris (rue Amelot) où il se réunissait, rassemble des membres de diverses organisations juives qui se donnent pour tâche de secourir les Juifs immigrés en France, particulièrement victimes des nazis. Il leur fournit nourriture et fausses cartes d'identité ou de ravitaillement ; il participe au sauvetage des enfants ou encore essaye de les faire passer en zone libre. Il est décimé en 1943. Parmi ses dirigeants, David Rapoport est assassiné à Auschwitz tandis que Henry Bulawko survit à la déportation.

### Le réseau André
Joseph Bass dit Monsieur André, en liaison avec des pasteurs protestants et des prêtres catholiques dont le père Marie-Benoît, ainsi qu'avec Léon Poliakov et le rabbin Zalman Schneersohn, finance sur ses fonds personnels puis avec l'aide du Joint une filière de sauvetage, le réseau ou le service André, qui permet à de nombreux Juifs de se réfugier au Chambon-sur-Lignon où ils trouvent le secours du pasteur André Trocmé et de toute sa communauté. Avec l'Armée juive, il crée un maquis, celui du Vivarais Lignon et participe à la libération du Puy-en-Velay le 22 août 1944,.

### La résistance communiste juive

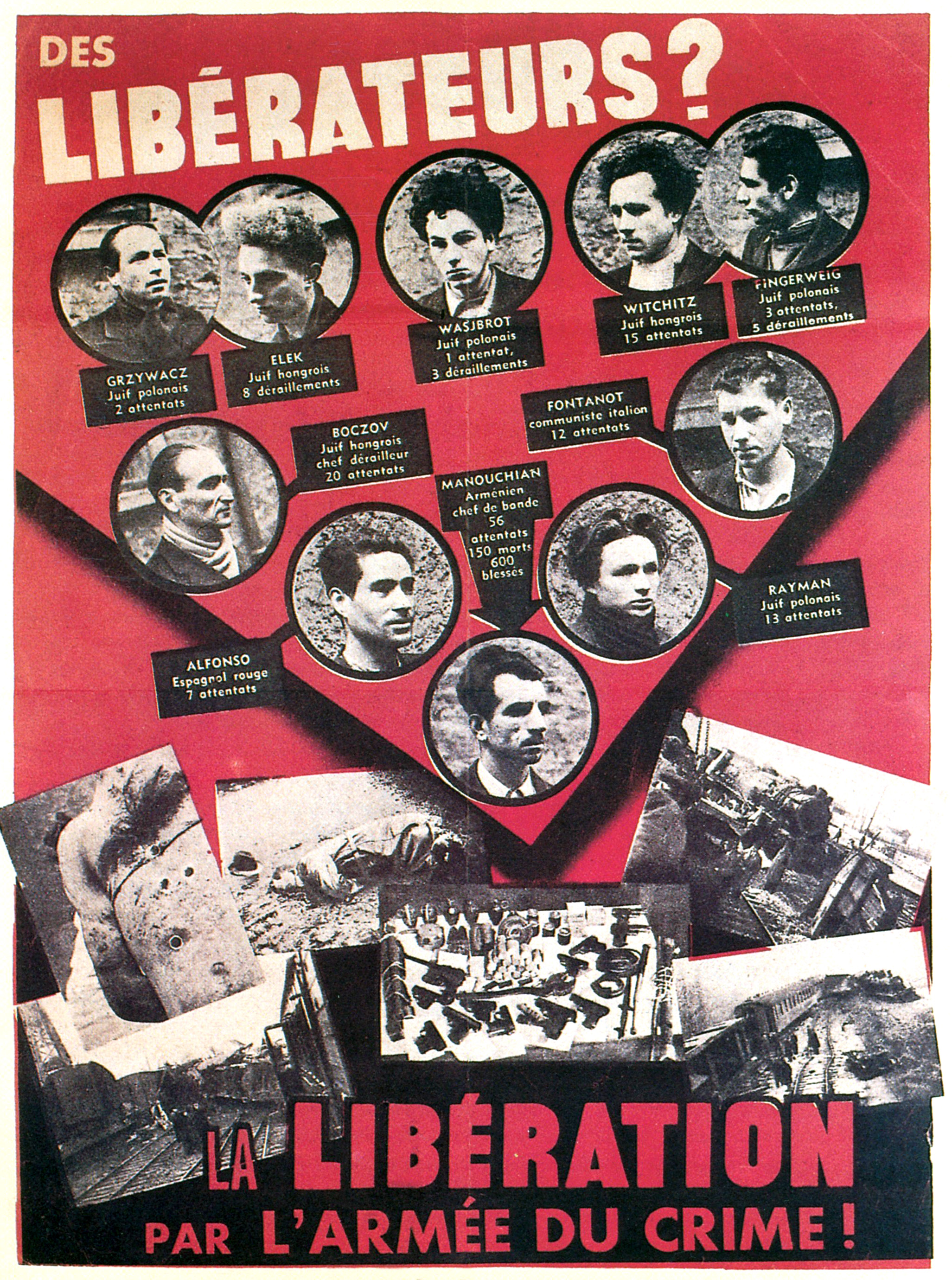
L’Affiche rouge

Dès l'automne 1940, des intellectuels communistes d'origine juive ont participé à la résistance intérieure, notamment dans l'équipe de La Pensée libre clandestine, dont les promoteurs étaient Georges Politzer, Jacques Solomon ou encore Valentin Feldman. Tous trois seront fusillés en 1942.
Les communistes juifs jouent également un rôle prépondérant dans les actions de la MOI (Main-d'œuvre immigrée), même si cette organisation n'est pas constituée uniquement de Juifs. À sa tête, en septembre 1941, se trouve Adam Rayski, qui, en 1943, participe à la fondation du Conseil représentatif des institutions juives de France (Crif), alors dénommé Comité général de défense juive - CGD - organisation clandestine dont la mission est d'aider les Juifs.
Le groupe Manouchian, de la MOI, est en grande majorité composé de Juifs.
En 1943, la section juive des FTP-MOI s'élargit aux Juifs français et forme l'Union des juifs pour la résistance et l'entraide.
L'Union de la jeunesse juive, apparaît en 1943 comme le mouvement de jeunesse de la MOI, très proche du PCF. Elle fusionnera avec la jeunesse communiste, alors appelée Union de la jeunesse républicaine de France, en juillet 1945.

### Autres réseaux
D'autres réseaux contribuent au sauvetage des Juifs et particulièrement des enfants. Le réseau Marcel ou encore réseau Abadi, du nom de Moussa et Odette Abadi, sauve plus de 500 enfants dans la région de Nice. La ville de Paris a honoré leur mémoire par le nom d'une place. Le réseau Westerweel, du nom d'un pacifiste hollandais non-juif, permit l'évacuation de centaines de jeunes Juifs, des Pays-Bas en France puis en Espagne, avec le soutien de l'Armée juive. Les aumoniers juifs, derrière le grand rabbin de Strasbourg René Hirschler, qui est déporté en 1943, René Kapel, Georges Vadnaï et Henri Schilli organisent aussi la fourniture de nourriture et de faux-papiers pour ceux qui se cachent.
À Paris, c'est sous le couvert de l'UGIF que Juliette Stern, présidente locale de la WIZO assure le sauvetage d'un millier d'enfants. Une assistante sociale de l'hôpital Rothschild, Claire Heyman, sauve, elle, les enfants trop malades pour être déportés et placés là par la police parisienne en attendant leur transfert au camp de Drancy. Elle les fait échapper à travers la porte de la morgue de l'hôpital…

## Formes de la Résistance juive

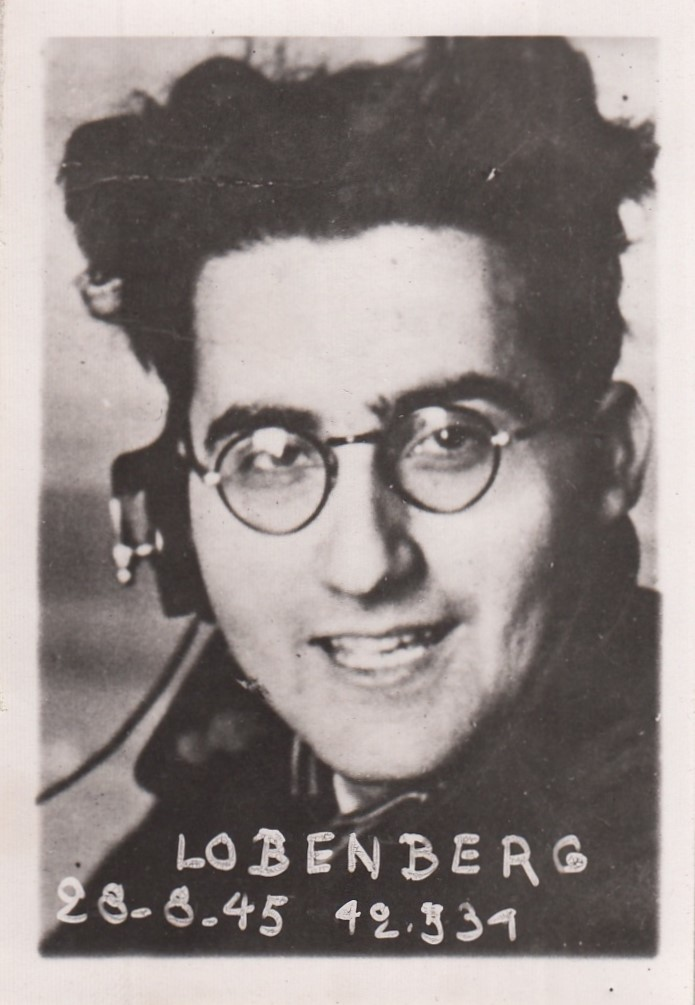
Maurice Loebenberg.

La résistance juive a tout au long de la guerre trois objectifs : celui de préserver les Juifs des persécutions et celui de contribuer à la libération du sol français mais aussi celui de préserver l'enseignement du judaïsme.

### Le sauvetage des Juifs et la lutte pour la Libération
Les organisations juives comme les Éclaireurs Israélites de France et l'OSE réussissent à sauver de nombreux enfants en organisant leur évasion vers la Suisse.
Les spécificités de la menace qui planait sur tous les Juifs ont incité certains d'entre eux à se regrouper pour secourir les internés dans les camps français (Beaune-la-Rolande, le camp des Milles, etc.), favoriser les filières d'évasion, la confection de faux papiers et lutter pour la libération. Les premiers réseaux clandestins se sont formés autour des Éclaireurs Israélites de France dès 1941 avec Robert Gamzon dit Castor et de l'Œuvre de secours aux enfants (OSE) avec le docteur Joseph Weill et Georges Loinger.
Une résistance militaire s'organise aussi avec Jacques Lazarus autour de l'Armée juive (qui deviendra à la Libération l'Organisation Juive de Combat ou OJC) qui prend le maquis dans la Montagne Noire près de Castres. L'OJC participe au combat de la Libération notamment à Castres et au Puy-en-Velay et sera intégrée aux FFI. Un de ses dirigeants, Maurice Loebenberg dit Maurice Cachoud,, responsable de la confection des faux-papiers dans la région de Nice est appelé par le MLN à Paris pour y centraliser le service des faux papiers. À la suite d'une trahison menée par Karl Rehbein dit Charles Porel, celui-là même qui sera aussi responsable du massacre des jeunes résistants fusillés à la cascade du bois de Boulogne, il y est arrêté par la Gestapo française et torturé à mort en juillet 1944.
Des membres de l'OJC seront encore parmi les dernières victimes d'Aloïs Brunner qui les fait déporter le 17 août 1944 de Drancy. Ce sera le « dernier wagon » ou encore le convoi des 51 otages. Vingt-sept prisonniers de ce dernier transport, dont Jacques Lazarus, parviendront à s'évader en sautant du train.

### Continuer l'enseignement du judaïsme
Malgré les risques encourus, il était primordial de préserver l'enseignement du judaïsme que les nazis voulaient anéantir : le Séminaire israélite de France, dont la mission est de former les rabbins a continué à fonctionner jusqu'en 1943. En 1940, l'école rabbinique se replie à Vichy pour quelques mois, puis à Chamalières (près de Clermont-Ferrand) de 1941 à juillet 1942. En octobre 1942, elle est transférée à Lyon, où elle est dissoute en 1943. Elle connaîtra une semi-clandestinité jusqu’en 1945, avant de reprendre normalement ses activités.
À la maison de Moissac, Jacob Gordin et son épouse Rachel, non seulement participent au sauvetage de centaines d'enfants juifs mais aussi leur dispensent l'apprentissage de l'hébreu, les enseignements de l'histoire et de la tradition juives, associés à la méthode Montessori.